# Musée du cheval de Demsa
Le musée du cheval de Demsa, également connu sous le nom de musée communautaire de Demsa, fondé  par le lamido Moustapha Moussa en 2007 et inauguré en 2012, est un musée d'histoire. Son originalité se situe au niveau de ses collections. Le musée expose les voitures de collections qui ont existé . Il se situe dans la région du Nord Cameroun, département de la Bénoué, arrondissement de Demsa.

## Histoire

### Débuts et projets
Le lamidat de Demsa est l’une des grandes chefferies de la zone septentrionale du Cameroun. Il se fonde vers 1830 par les Peuls du clan Wolarbé qui s’installent initialement à Demsa, puis transfèrent leur capitale à Gaschiga afin de mieux tenir en respect les Fali du Tinguelin. En 1920, il perd le canton de Belel, au Nigéria à la suite de la rectification de la frontière consécutive à la défaite de l’Allemagne lors de la première guerre mondiale et en 1928, il perd le canton de Guérété rattaché au lamidat de Garoua.
Le musée voit le jour en 2007 suite à l'ambition du lamido de valoriser le cheval, qui dans le temps, servait de moyen de déplacement lors des cérémonies traditionnelles. Il ressort la relation intrinsèque qui existe entre la vitesse du cheval et celle d'un véhicule. Fasciné par la vitesse de course du cheval, le fondateur du musée veut montrer aux membres de sa communauté, ainsi qu'aux visiteurs la transition du cheval à la voiture. Il connaît son inauguration en 2012 par  Aboubakar Moustapha, successeur de son père.

### Missions
Ce musée joue un rôle dans la préservation du patrimoine culturel à travers le cheval. Ce musée a pour mission de conserver, préserver, exposer dans le but de valoriser les objets d'art.

### Acquisitions, mises en place et lancement
Il s'agit d'un musée communautaire qui dispose près de 1200 objets. L'on y retrouve des expositions d'objets d'art, des collections de voitures, de chevaux, de photographies. Il valorise la culture du cheval  symbole du lamidat à travers cette richesse.

## Administration
Promoteur, tutelle et direction/gestion du musée
Fondé par Moustapha Moussa, le musée est sous l'administration de Moustapha Aboubakar, lamido de Demsa depuis 2012. Le conservateur du musée est Ahmadou Moustapha Ahidjo, frère du lamido.

### Tourisme et fréquentation
Le musée du Cheval se trouve dans la commune de Gaschiga, un lieu de mémoire unique, qui met en valeur l'importance culturelle et historique du cheval dans les chefferies locales, avec des expositions incluant des chevaux, des guerriers en tenue traditionnelle, et même des voitures anciennes. Le lamidat de Demsa organise chaque année un événement festif qui valorise la culture tout en  célébrant la fête de la Tabaski, Il met en avant des traditions locales, notamment la Fantasia, une démonstration équestre spectaculaire qui honore la culture et l'héritage du peuple .Ce festival est aussi l'occasion de découvrir les danses folkloriques des peuples Fali, Bata et bien d'autres dans une ambiance de célébration et de partage.Le lamidat de Demsa est particulièrement connu pour ses fantasias qui sont célébrés par le nombre de chevaux participants. Le cheval est d’ailleurs central dans ce lamidat puisque le Lamido a ouvert un musée du cheval dans sa propriété et entretien une centaine de chevaux et également les chevaux de course qui participent dans les compétitions internationales comme Beau gosse.Pour se rendre au musée du cheval de Demsa, situé au nord de Garoua, il est très facile de rejoindre Gaschiga. Il faut traverser la route de la base aérienne puis le stade de football avant d’entamer une piste en très bon état de 15 Km. Franchir le pont sur le mayo puis prendre à droite dans le village de Gaschiga. 500 m plus loin sur votre droite vous apercevrez le lamidat.  Il est très important de noter que le président de la FECAFOOT, Samuel Eto’o fils a été élevé au grade de « prince guerrier » par sa majesté le Lamido Moustapha Moussa le 23 décembre 2005.

## Aspects techniques, équipements et services

### Services
Il offre diverses activités comme la course des chevaux, les visites muséales.

## Collections
Le musée conserve les éléments de la culture dans la région du nord Cameroun, donne une place capital au cheval qui est moyen de déplacement ancienne de la zone soudano-sahélienne du Cameroun réservé aux classes nanties. Il présente une collection de voiture très ancienne et une variétés de chevaux.

### Expositions permanentes
Le musée dispose d'une exposition permanente de plus de 1200 objets axé sur l'art, les artefacts et les spécimens.